# Xian de Zhaozhou
Le xian de Zhaozhou (肇州县 ; pinyin : Zhàozhōu Xiàn) est un district administratif de la province du Heilongjiang en Chine. Il est placé sous la juridiction de la ville-préfecture de Daqing.
Lindian est particulièrement connue pour ses sources thermales.

## Démographie
La population du district était de 424 602 habitants en 1999.